# Bura (nazwisko)
Bura – nazwisko używane m.in. w Polsce.
Na początku lat 90. XX wieku nosiło je w Polsce 2400 pełnoletnich osób. Najwięcej w dawnym woj. bialskopodlaskim (269 osób), białostockim (246 osób) i katowickim (222 osoby).

## Osoby noszące nazwisko Bura
- Antoni Bura (ur. 1898, zm. 1980) – polski inżynier mechanik, urodzony w czeskiej części Śląska Cieszyńskiego, bobsleista, olimpijczyk 1928
- John Bura (również jako Iwan Bura) – amerykański biskup Kościoła katolickiego obrządku bizantyjsko-ukraińskiego
- Mykyta Bura (ur. 1896, zm. po 1948) – ukraiński polityk, poseł na Sejm II RP w latach 1930–1939
- Wiktar Bura (właśc. Віктар Бура; ur. 1953) – białoruski polityk, wicepremier Białorusi w latach 2006–2010